# Вакаливуд
Вакаливуд (англ. Wakaliwood), также известный как Ramon Film Productions — киностудия, расположенная в Вакалиге, трущобном районе столицы Уганды Кампалы. Основателем и главным режиссером студии является Айзек Годфри Джеффри Набвана, которого называют «угандийским Квентином Тарантино» из-за большого количества сцен насилия в его фильмах.
Наибольшую известность студии принесли сверхнизкобюджетные (по некоторым оценкам, в районе 200 долларов) боевики, такие как «Кто убил капитана Алекса?», «Плохой черный», «Тебаатусасула» и т. д.

## История
Айзек Набвана провел свое детство во времена правления жестокого диктатора Иди Амина в 1970-х годах. В то время как остальная часть Уганды была охвачена насилием и этническими чистками, сельскохозяйственные угодья, которыми владел дедушка Набваны, были относительно мирными. Его вдохновением для создания фильмов послужили повторы «Гавайи Файв-О» и «Бег Логана», а также его любовь к голливудским боевикам и фильмам о боевых искусствах, которые он любил с детства. Поскольку он никогда не был в театре, он в основном полагался на описания от своих братьев и друзей о фильмах, которые только что вышли в прокат.
В 2005 году, пройдя краткий компьютерный курс по видеомонтажу и просмотрев ряд видеоуроков по кинопроизводству, Айзек основал собственную компанию «Ramon Film Productions», назвав ее в честь своих бабушек, Рейчел и Моники.

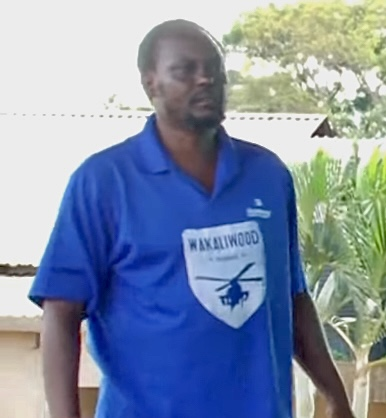
Айзек Набвана — основатель и главный режиссер киностудии, снимок 2019 года

Американец Алан Хофманис, директор одного из нью-йоркских кинофестивалей, отправился в Уганду после того, как его друг показал ему трейлер фильма «Кто убил капитана Алекса?», размещенный на YouTube. После встречи с Набваной и создания документального фильма о его киностудии Хофманис переехал в Уганду, чтобы помочь продвигать Вакаливуд по всему миру. Он также получил главную роль в фильме Набваны «Плохой черный», снятом в 2016 году.

## Спецэффекты и реквизит
Студия изготавливает реквизит из самодельных деталей, которые некоторые эксперты сравнивают с первыми днями существования Голливуда. В частности, среди реквизита студии — полноразмерный каркас вертолета, который стал основным во всех фильмах Вакаливуда. Набвана снимает и редактирует свои фильмы, используя старые компьютеры, которые он сам собирает. Сквибы и бутафорская кровь, используемые для имитации кровавых выстрелов, сделаны из презервативов, наполненных красным пищевым красителем и привязанных к лескам, прежде чем приклеить их скотчем к груди актеров. Набвана ранее использовал коровью кровь, однако был вынужден прекратить ее использование после того, как один из его актеров попал в больницу с заражением бруцеллезом.

## Распространение фильмов
После завершения съемок каждого фильма сами актеры лично продают DVD-копии киноленты всем желающим с целью гарантировать, что артисты заработают деньги до того, как фильм будет выпущен в официальную продажу. Цена за один диск составляет от 2000 до 3000 шиллингов Помимо этого, в Уганде существуют пираты, демонстрирующие вакаливудские фильмы в видеосалонах задолго до их официального релиза и затем перепродающие диски с ними гораздо дороже первоначальной стоимости.

## Дальнейшее развитие
2 марта 2015 года представители Вакаливуда запустили кампанию на крадфандинговой платформе Kickstarter, планируя собрать 160 долларов на фильм «Тебаатусасула: Эбола». К 1 апреля студия смогла получить более 13 000 долларов США от 374 спонсоров.
«Тебаатусасула: Эбола» служит прямым продолжением фильма «Кто убил капитана Алекса?» и ремейком фильма 2010 года «Тебаатусасула», который был утрачен после того, как мощный скачок электрического напряжения уничтожил жесткий диск, на котором размещался фильм. В сентябре того же года съемочная группа киностудии посетила фестиваль Nyege Nyege в Джиндже и провела там два дня, снимая киноленту под названием «Нападение на Ньеге-Ньеге» с участниками фестиваля в качестве статистов.
Произведенный Вакаливудом фильм «Плохой черный» снискал популярность среди критиков и зрителей на Международном кинофестивале в Сиэтле в 2017 году. Лента была представлена на бис в последний день фестиваля, в результате чего общее количество показов составило четыре. Сессия последовавшего затем общения зрителей фестиваля с режиссером проводилась по скайпу.

## Съемки видеоклипов
В 2020 году Вакаливуд сотрудничал с немецкой мелодик-дэт-метал-группой Heaven Shall Burn с целью съемок видеоклипа на песню «Eradicate» с их альбома Truth and Sacrifice.